# Martin Ehrenhauser
Martin Ehrenhauser, né le 18 septembre 1978 à Linz, est un homme politique autrichien, député européen de 2009 à 2014. Au cours de son mandat, il est membre de la commission du contrôle budgétaire et de la délégation pour les relations avec les pays du Mashrek. Il siège parmi les non-inscrits.